# Axel Poignant
Axel Poignant (12 de dezembro de 1906 - 5 de fevereiro de 1986) foi um fotógrafo australiano.

## Vida pessoal
Poignant nasceu em 12 de dezembro de 1906 em Leeds, Inglaterra, filho de pai sueco e mãe inglesa. Ele tinha um irmão mais novo. Ele foi educado na Grosvenor House School em Harrogate, Yorkshire, e depois se mudou para a Suécia no final de 1918, onde concluiu o resto de seus estudos. Ele voltou para a Inglaterra em 1925, depois emigrou para Sydney, Nova Gales do Sul, Austrália em julho de 1926 sob o Esquema Dreadnought. Ele viajou de um lugar para outro em busca de trabalho em Sydney e Nova Gales do Sul.
Poignant casou-se com Sandra St Lucien Eliot Chase em 21 de abril de 1930 e eles se mudaram para Perth, Austrália Ocidental, onde se especializou em fotografia de retratos, eventos pessoais,e fotografia aérea para a Western Mining. Poignant e Sandra se divorciaram em 1941. Poignant tornou-se cidadão da Austrália em 8 de julho de 1942 em Perth e casou-se com Ruth Marjorie Pettersen no mesmo mês. Ele se alistou na Força Imperial Australiana no ano seguinte; ele recebeu alta em 1945.
Sua segunda esposa morreu em 1953 e, em 24 de outubro do mesmo ano, Poignant casou-se com Roslyn Betty Izatt, uma técnica de cinema, em Sydney. Ele a conhecia desde 1950 e ambos eram parceiros fotográficos e de vida. Em 1956, eles se mudaram para a Inglaterra, onde Poignant morreu em 5 de fevereiro de 1986 em sua casa em Lewisham, Londres. Ele não tinha filhos.

## Fotografia
Depois de se mudar para Perth com sua primeira esposa em 1930, Poignant se interessou pela fotografia como carreira pessoal quando investiu em uma câmera Leica em 1933 e se especializou em fotografia de retratos por meio de Muriel Chase. Pouco tempo depois, Poignant e Stuart Gore decidiram abrir um estúdio juntos em Londres, onde trabalharam em um levantamento fotográfico aéreo dos campos de ouro da Austrália Ocidental.
As fotografias da exploração madeireira de karri  em Pemberton, 1935, das minas de Kalgoorlie em 1936, as vistas aéreas da chegada do Duque de Gloucester em Perth em 1934 e o serviço de madrugada no Dia Anzac em Perth em 1939 - todas essas imagens eram novas aos olhos do público devido ao estilo e técnica de Poignant, como por exemplo, sua escolha de ângulos.
Em 1935, Poignant ampliou sua atuação para dança e teatro quando entrou em contato com Linley Wilson, diretor de um estúdio de dança e também com uma colega e ex-aluna Alison Lee. Assim que seu estúdio foi finalmente montado, Poignant exibiu suas fotos e chamou a atenção de mais clientes e também de muitas das ex-debutantes do estúdio de dança. Então, mudou para a história natural quando ficou fascinado com a ideia de ensaio fotográfico e documentação. Estas fotos foram expostas em Perth em 1941, com Hal Missingham. No ano seguinte, ele fez uma viagem ao longo da rota de estoque de Canning, onde tirou fotos para registrar "uma mudança na representação dos aborígines".

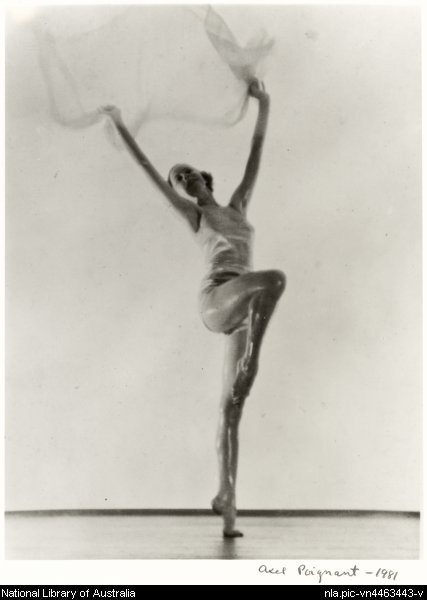
Retrato de Alison Lee, Perth, Austrália Ocidental, ca. 1933 Axel Poignant.

As fotografias de Poignant se relacionam com as tradições da identidade australiana e indígena. Muito de seu trabalho captura a flora e a fauna do Outback. Ele ficou fascinado com a ideia de "adicionar humanidade real ao meio". Ao longo de suas viagens, ele promoveu fortes laços com os aborígines, e continuou a capturar seus retratos e estilos de vida. Poignant usou ângulos como uma forma de criar suas imagens, por exemplo, fotografando de um ponto de vista baixo e de perto para 'parecer mais natural' do que nítido e definid,o como a fotografia etnográfica anterior.

## livros
Piccaninny Walkabout, publicado em 1957, ganhou o Prêmio de Livro Infantil do Ano do Conselho de Livros Infantis da Austrália de 1958. Conta a história de duas crianças aborígines australianas, Nullagundi e Rikili, que estão passando por seu rito de iniciação, a caminhada.
- Kaleku 1972 com Roslyn Poignant [7]
- Filhos de Oropiro 1976 com Roslyn Poignant [8]

Encounter at Nagalarramba publicado, de 1996, um trabalho conjunto com Roslyn Poignant.

## Exposições
Em 1986, o trabalho de Poignant foi exibido em Aspects of Post Modernism 1929-1942, que foi realizado na University of Western Australia em 1986.
Em setembro de 1941, Poignant e Hal Missingham realizaram uma exposição de cinquenta fotografias cada. Eles deram palestras na Perth Newspaper House.
A série retrospectiva de 1982 de Poignant foi exibida em diferentes estados, exibindo fotografias que ele havia tirado ao longo dos anos de 1922 a 1980. A Art Gallery of New South Wales organizou suas exposições.
A exposição de 1982 foi realizada na NSW Art Gallery: Esta exposição foi levada a diferentes estados. Foram expostas 107 fotografias dos anos de 1922 a 1980.
A exposição de 1982 realizada na Galeria de Arte da Austrália Ocidental: a exposição itinerante AGNSW. A série de fotografias de Poignant exibia Kalgoorlie, a Canning Stock Route e a Austrália Central.

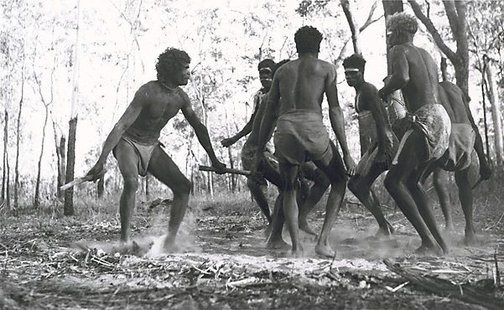
Liderando a Dança, 1952, publicado em 1983. Exposição Retrospectiva de 1982

Exposição de 1983 realizada na National Gallery of Victoria: Solo Survey Exhibition Linkage Project, Tasmanian School of Arts, UTAS. Fotografias, 1922-1980. Sydney: Galeria de Arte de Nova Gales do Sul, 1982.
Exposição de 1983 realizada no Tasmanian Museum and Art Gallery: Esta exposição para Poignant foi organizada pela NSW Art Gallery (AGNSW). "Uma grande pesquisa sobre este conhecido fotógrafo australiano cuja reputação foi estabelecida como um cronista da vida australiana e especialmente do aborígine australiano." 
Após sua morte, a Biblioteca Nacional da Austrália, Canberra, e as galerias de arte da Austrália Ocidental e Nova Gales do Sul mantiveram coleções de seu trabalho.
Em 2007, a Art Gallery of New South Wales realizou uma exposição de seu trabalho sobre Conexões Indígenas. A Australian National Portrait Gallery também tem várias de suas obras em sua coleção.